# C'est la vie (émission de radio)
Pour les articles homonymes, voir C'est la vie.
C'est la vie est une émission radiophonique canadienne animée par Bernard St-Laurent et diffusée à la CBC Radio One de la Société Radio-Canada. L'émission présente la vie, la langue et la culture des Canadiens français aux Canadiens anglais.

## Description
Avant de cocréer l'émission C'est la vie, Bernard St-Laurent a travaillé comme journaliste et éditeur. C'est en 1998 qu'il cocrée l'émission dans une initiative transculturelle de la radio anglophone,.
Chaque semaine, l'émission comporte des entrevues avec la lexicographe Johanne Blais. Elle y présente un mot et explique son usage dans le segment « The Word of The Week » (le mot de la semaine). L'émission est produite par Alison Cook.
En 2011, Bernard St-Laurent obtient le prix d'excellence pour la promotion de la dualité linguistique.